# Scopula nigrocingulata
Scopula nigrocingulata är en fjärilsart som beskrevs av Hartig 1924. Scopula nigrocingulata ingår i släktet Scopula och familjen mätare. Inga underarter finns listade.